# Taylor Momsen
Taylor Momsen (n. 26 iulie 1993, Saint Louis, Missouri, SUA) este o actriță și cântăreață americană.
Și-a început cariera de la vârsta de 3 ani. A jucat în diferite reclame tv până la vârsta de 6 ani când a primit primul rol într-un film, în The Prophet's Game. În anul următor a urmat filmul care a făcut-o cunoscută: Cum a furat Grinch Crăciunul. După aceea au urmat și ofertele pentru producții mari, precum We Were Soldiers, Spy Kids 2: Island of Lost Dreams și Hansel & Gretel, filme care i-au adus popularitatea. Momsen a devenit o vedetă internațională datorită rolului Jenny Humphrey din Gossip Girl. În 2008 a devenit cel mai tânăr model care a semnat un contract cu celebra casă de modă IMG.
În industria muzicală, Taylor s-a lansat cu trupa The Pretty Reckless, unde scrie versurile pieselor, interpretează și cântă la chitară. Din 2007 este solista formației.
În calitate de model, Momsen a devenit imaginea unei linii vestimentare semnată Madonna și Lourdes, fiica ei, cu ocazia căreia a fost protagonista unui pictorial realizat chiar de divă.
În 2009, Momsen a ocupat locul 67 în Top 100 al celor mai frumoase femei, realizat de People Magazine.

## Filmografie
- Spy School (2008) .... Madison Kramer
- Underdog - Supercaine (2007) .... Molly
- Paranoid Park (2007) .... Jennifer
- Gossip Girl - Gossip Girl: Intrigi la New York (Serial TV) (2007) .... Jenny Humphrey
- Saving Shiloh (2006) .... Samantha Wallace
- Misconceptions (Serial TV) (2006) .... Hopper Watson
- Hansel & Gretel (2002) .... Gretel
- Spy Kids 2: Island of Lost Dreams (2002) .... President's Daughter
- We Were Soldiers - Am fost cândva soldați... și tineri (2002) .... Julie Moore
- Cum a furat Grinch Crăciunul (2000) - Cindy Lou Who
- The Prophet's Game (1999) .... Honey Bee Swan